# Dywizja Piechoty Milowitz
Dywizja Piechoty Milowitz – niemiecka dywizja szkieletowa z czasów II wojny światowej, aktywowana 27 stycznia 1944 na poligonie Milowitz w Protektoracie Czech i Moraw (wcześniej Czechosłowacja). Miała być wchłonięta przez powstającą równocześnie 74 Dywizję Piechoty. Ostatecznie w lutym część jej jednostek przejęła 320 Dywizja Piechoty a pozostałe 11 marca dołączono do 389 Dywizji Piechoty. Sztab dywizyjny 12 czerwca 1944 przemianowano na sztab 237 Dywizji Piechoty.

## Struktura organizacyjna
- pułk grenadierów Milowitz 1
- pułk grenadierów Milowitz 2
- batalion artylerii Milowitz
- batalion inżynieryjny Milowitz

## Dowódca
- generał porucznik Heinrich von Behr[1]